# Luca Colombo
Pour les articles homonymes, voir Colombo (homonymie).
Luca Colombo (né le 26 décembre 1969 à Cantù, dans la province de Côme, en Lombardie) est un coureur cycliste italien.

## Biographie
Auteur d'une carrière professionnelle courte (de 1995 à 1997), Luca Colombo s'est surtout illustré chez les amateurs en remportant deux fois le titre de champion du monde du contre-la-montre par équipes en 1991 et 1994, et la médaille d'argent de la discipline aux Jeux olympiques de Barcelone.
En 1997, il a été exclu de Paris-Nice en raison d'un hématocrite supérieur à 50 %.

## Palmarès
- 1986
  -  Champion du monde du contre-la-montre par équipes juniors (avec Roberto Maggioni, Mauro Consonni et Paolo Morandi)
- 1987
  -  Champion du monde du contre-la-montre par équipes juniors (avec Luca Daddi, Rosario Fina et Gianluca Tarocco)
- 1988
  - 2e du championnat d'Italie du contre-la-montre amateurs
- 1990
  -  Champion d'Italie du contre-la-montre amateurs
- 1991
  -  Championnat du monde du contre-la-montre par équipes (avec Flavio Anastasia, Gianfranco Contri et Andrea Peron)
  -  Médaillé d'or du contre-la-montre par équipes aux Jeux méditerranéens (avec Flavio Anastasia, Gianfranco Contri et Cristian Salvato)
- 1992
  - Duo normand (avec Gianfranco Contri)
  -  Médaillé d'argent du contre-la-montre par équipes aux Jeux olympiques
- 1993
  -  Médaillé d'or du contre-la-montre par équipes aux Jeux méditerranéens (avec Gianfranco Contri, Cristian Salvato et Francesco Rossano)
  - Coppa San Bernardino
  - 3e du Trofeo Papà Cervi
- 1994
  -  Championnat du monde du contre-la-montre par équipes (avec Gianfranco Contri, Cristian Salvato et Dario Andriotto)
  - Trophée Visentini
  - Prologue et 8eb étape (contre-la-montre) de l'Olympia's Tour

## Résultats sur les grands tours

### Tour de France
- 1997 : abandon (14e étape)